# Sabyr Nijazbekow
Sabyr Byläluły Nijazbekow (ros. Сабир Билялович Ниязбеков, ur. 15 grudnia 1912 we wsi Ötkelbaj w obwodzie akmolińskim, zm. 26 sierpnia 1989 w Ałma-Acie) – radziecki i kazachski polityk, przewodniczący Prezydium Rady Najwyższej Kazachskiej SRR w latach 1965-1978.
1935-1937 odbywał służbę w Armii Czerwonej, od 1938 funkcjonariusz partyjny, 1945-1951 sekretarz Komitetu Obwodowego Komunistycznej Partii Kazachstanu (KPK) w Kustanaju, 1951-1954 II sekretarz Komitetu Obwodowego KPK obwodu północnokazachstańskiego, w 1956 skończył Wyższą Szkołę Partyjną przy KC KPZR, 1956-1960 I sekretarz Komitetu Obwodowego KPK obwodu zachodniokazachstańskiego, 1961-1963 I sekretarz Komitetu Obwodowego KPK obwodu celinogradzkiego, 1963-1964 I sekretarz Krajowego Komitetu KPK obwodu południowokazachstańskiego, 1964-1965 sekretarz obwodowy KPK w Ałma-Acie. Od 5 kwietnia 1965 do 20 grudnia 1978 przewodniczący Prezydium Rady Najwyższej Kazachskiej SRR i jednocześnie zastępca przewodniczącego Prezydium Rady Najwyższej ZSRR.  1966-1971 kandydat na członka, a 1971-1981 członek KC KPZR. 1962-1979 deputowany do Rady Najwyższej ZSRR. Od 1978 na emeryturze.
Odznaczony trzema Orderami Lenina i dwoma Orderami Czerwonego Sztandaru Pracy.